# Brancere
Brancere è una frazione del comune italiano di Stagno Lombardo. Nota per le forti nevicate invernali. Costituì un comune autonomo fino al 1867.
Originariamente posto a sud del Po e quindi parte del Ducato di Parma, si ritrovò sulla sponda attuale in seguito ad una devastante alluvione ai tempi del Rinascimento, senza che ciò avesse conseguenze politiche per secoli, fino a che Napoleone nel 1798 ne decretò l'annessione alla Lombardia, aggregandole anche il pezzo di territorio che nell'ordinamento amministrativo ducale era parte di Soarza.